# ヴィトール・マヌエル・カルヴァーリョ・オリヴェイラ
ヴィティーニャ（Vitinha）こと、ヴィトール・マヌエル・カルヴァーリョ・オリヴェイラ（Vítor Manuel Carvalho Oliveira , 2000年3月15日 - ）は、ポルトガル・ブラガ県 カベセイラス・デ・バスト出身のサッカー選手。ジェノアCFC所属。ポルトガル代表。ポジションはFW。

## クラブ経歴

### ブラガ
2021年1月18日、オリベイラは2024年までプロの契約を結ぶと、2月28日にアベル・ルイスとの交代でプリメイラ・リーガデビューを果たした。10月25日に行われたジル・ヴィセンテFC戦で1部リーグで初ゴールを記録し、チームも1-0で勝利を収めた。
翌月にはタッサ・デ・ポルトガル・CDサンタ・クララ戦で試合開始から僅か15分間でのハットトリックを含む4ゴールを挙げる活躍をし、さらに12月30日のFCアロウカ戦でも前半のうちに3得点を挙げたことで、2ヶ月連続でハットトリックを達成した。
2022年10月13日、ELグループリーグ・ロイヤル・ユニオンSG戦で前半のうちにハットトリックを達成するも、試合は3-3で引き分けた。

### マルセイユ
2023年1月31日、サウサンプトンFCやブライトンなども興味を示していたが、最終的にオリンピック・マルセイユに3,200万€の移籍金で移籍した。この移籍は2020年にFCバルセロナがフランシスコ・トリンコンに支払った3,100万€を超えて、ブラガ史上最も高額な売却となった。

### ジェノア
2024年2月1日、ジェノアCFCに買取オプション付きでレンタル移籍。
2024年6月21日、買取オプションが行使され、完全移籍となった。

## タイトル

### クラブ
SCブラガ
- タッサ・デ・ポルトガル : 2021